# Gare de Pompadour
Gare de Pompadour vasútállomás Franciaországban, Arnac-Pompadour településen.

## Vasútvonalak
Az állomást az alábbi vasútvonalak érintik:
- Brive-Nexon-vasútvonal

## Kapcsolódó állomások
A vasútállomáshoz az alábbi állomások vannak a legközelebb:
- Gare de Lubersac
- Gare de Vignols-Saint-Solve